# Horst Musil
Horst Musil (* 10. Juni 1971 in Wien) ist ein ehemaliger österreichischer Fußballspieler und aktueller Fußballtrainer.

## Karriere als Spieler
Bis 1980 spielte Musil in der Jugend der Union Landhaus, bevor er von einem Talentsucher des FK Austria Wien entdeckt wurde. In der Austria-Jugend wurde Musil bis 1988 insgesamt sechsmal österreichischer Jugend-Staatsmeister und spielte unter anderem in einer Mannschaft mit dem späteren österreichischen Fußballnationalspieler Thomas Flögel. 1988 wechselte er für eine Saison zurück zu Union Landhaus. Er schaffte den Sprung von der Jugend in die erste Mannschaft und schoss in dieser Saison 18 Ligatore.
Durch die starke Saison bei Union Landhaus wurde der First Vienna FC auf ihn aufmerksam, welcher ihn vorerst für die U-21 Mannschaft holte und ihn dann auch bei einem Spiel in der Kampfmannschaft einsetzte. In der Saison 1991/92 erfolgte der Wechsel zum damaligen österreichischen Zweitligisten SR Donaufeld. Bei Donaufeld war er unter anderem Mannschaftskollege von Walter Schachner. In dieser Saison spielte Musil auch beim Wiener Stadthallenturnier, in dessen Verlauf ihm Tore gegen den SK Rapid Wien und die Wiener Austria gelangen. Nach seinem starken Auftritt in diesem Turnier wurde er von der Kronen Zeitung als „Donaufelder Stadthallen-Held“ bezeichnet.
Wegen des damaligen Überangebots an starken Offensivkräften bei Donaufeld und auch wegen mehrerer kleinerer Undiszipliniertheiten konnte sich Musil nicht richtig durchsetzen und wechselte zum ASK Bruck an der Leitha in die Regionalliga Ost. Bei den Niederösterreichern avancierte er sofort zum Leistungsträger und schoss auf Anhieb 18 Meisterschaftstore. In der Saison 1993/94 wechselte Musil zurück nach Wien zum SV Gerasdorf. Die Station Gerasdorf endete 1994 mit dem Meistertitel in der Wiener Liga. In den Folgesaison wurde Musil an den Wiener Sportklub verliehen, ehe ihn Gerasdorf fest von der Vienna verpflichtete.
Im Frühjahr 1995 verlieh ihn Gerasdorf weiter nach Wien zum SV Schwechat. Schwechat spielte in diesem Jahr um den Klassenerhalt, welcher am Ende der Saison erreicht werden konnte. Daraufhin folgte eine weitere Leihe ins Burgenland zum SV Sigleß. In seiner Zeit bei Sigleß kam es zu Querelen wegen der Leihgebühr für Musil, wodurch auch diese Station nur von kurzer Dauer war.
1996 beendete Musil seine „Wanderjahre“ und wechselte bis 1998 in die Wiener Stadtliga zum LAC. In den Folgejahren kam es noch in der Saison 1998/99 zu einem Intermezzo in der niederösterreichischen Unterklasse beim USV Weitersfeld, ehe er seine Spielerkarriere im Jahr 2003 beim Wiener Oberligaverein 1980 Wien beendete.

## Karriere als Trainer
In der Saison 2004/05 startete Musil seine Trainerkarriere als Spielertrainer im Wiener Unterhaus bei Union 12. Im Anschluss wurde Musil als Trainer für die Amateurmannschaft des SC-ESV Parndorf ins Burgenland geholt. Unter dem damaligen Chefcoach der Parndorfer Peter Herglotz wurde er auch als Co-Trainer für die Profiabteilung des Vereins herangezogen. Am 13. Dezember 2006 wurde offiziell die Entlassung von Horst Musil als Cheftrainer der Parndorf Amateure bekanntgegeben. Zu diesem Zeitpunkt stand die Mannschaft auf dem 2. Tabellenplatz der Burgenländischen 2. Liga Nord. Als Begründung gab der Parndorfer Obmann Milletech „Umstrukturierungen im Verein“ an.
Für die Frühjahrssaison wechselte Musil daraufhin zum Ligakonkurrenten UFC Pamhagen, welcher zum damaligen Zeitpunkt gegen den Abstieg spielte. Zum Ende der Saison konnte der Klassenerhalt gefeiert werden. Für die Saison 2006/07 wurde Musil als Trainer des SV Gols vorgestellt. Im November 2007 wurde er bei Gols entlassen, als die Mannschaft auf dem 12. Tabellenplatz stand.
Am 11. Juni 2008 wurde er als Trainer für den ASV Nickelsdorf verpflichtet. In Folge führte er die Mannschaft bis zur Winterpause auf den dritten Tabellenplatz. Am 10. Dezember 2008 wurde er von der Vereinsführung ohne Angabe von Gründen entlassen.
Im Juli 2010 übernahm er den Trainerposten beim niederösterreichischen 1. Klasse Süd-Verein ASK Trumau. Am 14. November 2010 feierte er daraufhin mit der Mannschaft den Herbstmeistertitel. Seit 2013 betreut er als Jugendtrainer diverse Nachwuchsmannschaften des FC Praterkids United, welche gleichzeitig die Jugendabteilung seines früheren Vereins Landstraßer AC darstellen. Ab 2018 übernahm er als Cheftrainer die Herrenabteilung des LAC-Inter.

## Privatleben
Musil ist mit Sabine Musil-Binder verheiratet, der Enkeltochter der Rapidlegende Franz „Bimbo“ Binder und Tochter des ehemaligen SK-Rapid-Wien- und DSV-Leoben-Managers Franz Binder Jr.

## Titel und Erfolge
Als Spieler
- 6× Österr. Jugendstaatsmeister
- 1× Meister Oberliga-A: 1988
- 1× Meister Wiener Liga: 1994